# Joaquim Miret i Sans
Joaquim Miret i Sans   (Barcelona, 9 d'abril de 1858 - Barcelona, 30 de desembre de 1919) fou un historiador català, acadèmic i membre fundador de l'Institut d'Estudis Catalans.

## Biografia
Era el fill primogènit d'Antoni Miret i Nin (†1886), nascut al Vendrell, però de família originària de la Pobla de Segur, i de Maria del Roser Sans i Cabot (†1862), filla del pilot d'altura Tomàs Sans.
Va estudiar Dret a la Universitat de Barcelona i es va doctorar a Madrid amb una tesi sobre els Usatges (1892). Mai va exercir d'advocat sinó que es va dedicar a investigar intensament el català medieval popular, mitjançant l'estudi dels textos i documents religiosos i notarials, fins al punt de ser el descobridor del text català més antic, Les Homilies d'Organyà.
Va introduir en la historiografia catalana la confecció de biografies de destacades personalitats històriques, començant per la d'Alfons I (1904) i culminant amb la de Jaume I (1918).
Miret i Sans va participar intensament en la vida cultural i científica catalana i, durant disset anys, va ser el secretari de la Reial Acadèmia de Bones Lletres de Barcelona i l'introductor del català en el butlletí d'aquesta institució. L'any 1907 va fundar, juntament amb set persones més, l'Institut d'Estudis Catalans i un any més tard va ser un dels principals organitzadors del I Congrés d'Història de la Corona d'Aragó.

## Obres
- Sempre han tingut bec les oques. Apuntacions per la història de les costumes privades (1905-1906).
- Les cases de templers y hospitalers en Catalunya (1910).
- Documents sur les juifs catalans aux XI, XII et XIII siècles (1914).
- Sempre han tingut bec les oques. Martorell: Adesiara editorial (2013).